# Igor Švab
Igor Švab, politik, kulturni delavec, * 22. februar 1961, Trst.

## Življenje in delo
Igor Švab se je rodil v Trstu, kjer je obiskoval slovenske osnovne šole in je maturiral leta 1980 na Trgovskem tehničnem zavodu Žiga Zois v Trstu. Nato se je zaposlil v tržaškem uvozno-izvoznem podjetju trgovanja s surovo kavo.
V politiki je bil vedno blizu stališčem stranke Slovenske skupnosti, s katero je večkrat tudi kandidiral na raznih volitvah. Leta 2001 je bil izvoljen v rajonski svet za mesto center. Leta 2006 je bil izvoljen na občinskih volitvah mesta Trst, postal občinski svetnik in v tistem mandatu je bil tudi predsednik finančne občinske komisije. V naslednjem mandatu je bil spet izvoljen kot kandidat Slovenske skupnosti . Vedno se je jasno in glasno zavzemal za pravice Slovencev , spoštovali so ga tudi drugačemisleči . Tretjič je bil izvoljen v tržaški občinski svet leta 2016  in bil celo podpredsednik občinskega sveta za cel mandat. Pet let kasnjeje, na naslednjih volitvah, pa ga stranka Slovenske skupnosti ni kandidirla . Član je bil tudi pokrajinkega sveta stranke.
Igor Švab je bil več let v izvršnem odboru SSO - Sveta slovenskih organizacij  in tudi njen pokrajinski predsednik za Tržaško . Dolgo let je v odboru Slovenske prosvete, kjer ima vlogo blagajničarja .
Od leta 2022 je Igor Švab predsednik Glasbene matice v Trstu .